# Полосатохвостый зелёный голубь
Полосатохвостый зелёный голубь (лат. Treron bicinctus) — вид птиц из семейства голубиных. Выделяют 4 подвида. Распространён в Азии.

## Описание
В зависимости от подвида птица достигает длины от 25,5 до 30 см. Очень сильно похожа на розовошейного зелёного голубя. Лицо и горло жёлто-зелёные. Оперение груди розовато-лиловое. Нижняя часть живота желтоватая. Хвостовые перья имеют на конце широкое светло-серое обрамление. Подхвостье светло-коричневое. У крыльев на конце имеется жёлтая кромка шириной примерно 5 мм.

## Распространение и поведение
Птица распространена от Индии через Ассам до Бангладеш и островов Хайнань и Ява, в основном в Западных и Восточных Гатах и в лесах Шри-Ланки недалеко от побережья. Птица обитает на деревьях. Дикий инжир, финики и ягоды занимают большую часть в спектре её питания. Гнёзда сооружаются чаще на деревьях, стоящих на краю леса.
Сезон размножения в Индии длится с марта по сентябрь, но в основном до июня. На Шри-Ланке размножаются в основном с декабря по май. Гнездо представляет собой типичную хрупкую платформу из нескольких веток, в которую откладывают два белых яйца. Оба пола насиживают, и яйца вылупляются примерно через 12-14 дней.